# Yvan Desgagnés
 (décembre 2017).
Si vous disposez d'ouvrages ou d'articles de référence ou si vous connaissez des sites web de qualité traitant du thème abordé ici, merci de compléter l'article en donnant les références utiles à sa vérifiabilité et en les liant à la section « Notes et références ».
Yvan Desgagnés est un capitaine de navire et homme d'affaires québécois né en 1935 à Saint-Joseph-de-la-Rive. 
Président fondateur de la Société maritime de Baillon, puis du Groupe Desgagnés et de la Société Sonamar. 
Président de la Corporation du Musée maritime de Charlevoix. 
En 1987, il fonde les Croisières Hautes-Gorges qui sont à l'origine du Parc national des Hautes-Gorges-de-la-Rivière-Malbaie de Charlevoix. 

## Distinctions
- 2003 - Chevalier de l'Ordre national du Québec